# Horst Köhler (politikus)
Horst Köhler (Heidenstein, Főkormányzóság, 1943. február 22. – Berlin, 2025. február 1.) német közgazdász, politikus. 1998 és 2000 között az Európai Újjáépítési és Fejlesztési Bank elnöke, majd 2004-ig a Nemzetközi Valutaalap vezérigazgatója. A Német Szövetségi Köztársaság elnöke 2004. július 1. és 2010. május 31. között.

## Származása
A második világháború alatt a Német Birodalomhoz tartozó Főkormányzóság területén született besszarábiai németek gyermekeként. A háború után, 1945-ben családja Kelet-Németországba menekült, onnan pedig 1953-ban a Német Szövetségi Köztársaságba távoztak, ahol később Ludwigsburgban találtak új otthonra.

## Életpályája
1963-ban érettségizett, majd kétéves katonai szolgálatot teljesített. 1965-ben vették fel a tübingeni Eberhard-Karls-Egyetemre, ahol 1969-ben szerzett okleveles közgazdászi diplomát, 1977-ben doktorált.
1969 és 1976 között a tübingeni Alkalmazott Gazdasági Kutatóintézet referense, itt szerezte meg doktori fokozatát. 1980-ig a német szövetségi gazdasági minisztériumának munkatársa volt, majd innen átkerült a schleswig-holsteini tartományi kancelláriára Gerhard Stoltenberg tartományi miniszterelnök alá. Az ő javaslatára helyezték át Köhlert a szövetségi pénzügyminisztériumba kabinetfőnöknek, majd alosztályvezetői kinevezést kapott. 1989-ben a pénz- és hitelügyi osztály vezetőjévé nevezték ki.
A Kereszténydemokrata Unió (CDU) tagja. 1990-ben Hans Tietmayer utódaként a szövetségi pénzügyminisztérium államtitkára lett. Hatáskörébe tartoztak a pénzügyi és monetáris kapcsolatok, így ő volt a német delegáció vezetője a maastrichti szerződés tárgyalásain és a német újraegyesítéssel kapcsolatos végső tárgyalásokon. Később Helmut Kohl kancellár „serpája” lett és ilyen minőségében több G7-es találkozó egyik fő előkészítője.
1993-ban hagyta el a szövetségi pénzügyminisztériumot, a Német Takarékpénztári és Zsírószövetség elnöke, 1994-ben ennek európai szövetségének elnöke lett. 1998-ban távozott mindkét helyről, amikor az Európai Újjáépítési és Fejlesztési Bank (EBRD) elnökévé választották. Alatta dolgozott egy időben Németh Miklós volt magyar miniszterelnök is. 2000-ben a Nemzetközi Valutaalap (IMF) vezérigazgatójává nevezték ki.
2004-ben a kereszténydemokrata CDU, a keresztényszociális CSU és a liberális FDP Köhlert jelölte Johannes Rau helyére a szövetségi elnöki posztra, emiatt lemondott az IMF-ben betöltött pozíciójáról. A szociáldemokrata SPD és a Zöldek Gesine Schwan politológus, professzornő személyében először indítottak nőt a legmagasabb német pozícióra. A szövetségi elnököt választó Bundesversammlung 2004. május 23-án 604-589 arányban választotta meg Köhlert erre a posztra. Jelölését követően több szakszervezet és baloldali gondolkodású műhelyek (pl. ATTAC) hevesen kritizálták IMF-es múltja miatt.
2008. május 22-én bejelentette, hogy indulni kíván az újraválasztásért. Az SPD jelöltje ismét Gesine Schwan volt, a Baloldali Párt Peter Sodann színművészt indította. A választást 2009. május 23-án tartották, ahol Köhlert már az első fordulóban megerősítették tisztségében. 2010. május 31-én azonnali hatállyal lemondott tisztségéről. Lemondását egy korábbi rádióinterjúban tett kijelentése utáni erős kritikákkal magyarázta.

## Családja
Nős, felesége Eva Luise Köhler tanár, aki 1972 és 1990 között az SPD tagja volt. Két fiúgyermekük született.